# Вакуф (ислам)
Вакуф (арап. وقف, awqāf; тур. vakıf) је задужбина основана по прописима шеријатског права. Може се основати у побожне, просветне и хуманитарне сврхе. Оснивач (вакиф) сам одређује у задужбенском писму (вакуфнама) циљ свога вакуфа и управника (мутевлију). Право управљања оснивач обично задржава за себе и своје потомке или одређује мутевлију старешину одређене породице, тако да је та функција наследна.
Вакуфско добро је, по шеријатском праву, неотуђиво и непреносиво. Од тога се током времена одустало издавањем вакуфских добара у закуп. Вакуфи су основани у југословенским крајевима, под Турцима почев од XV века. То се чинило најчешће за верске и верскопросветне потребе: џамије, школе, (мејтефе, мектебе и медресе), библиотеке, установе за вршење обреда појединих дервишких редова (текије). Било је доста случајева да су се вакуфи оснивали и за друге сврхе — подизање преноћишта (мусафирхане и караван сараји), кухиње за исхрану путника, сиромашних, ученика и вакуфских службеника (имарети), грађење јавних купатила (хамама), мостова, сахат-куле, водовода, чесама (шадрвана), подизање болница и гробаља, грађење ханова, тржних центара (безистани), занатских радњи и стамбених зграда. Многи вакуфи служили су за потребе свих становника, без обзира на њихову верску припадност, као коначишта, кухиње, јавна купатила, водоводи, чесме, мостови, болнице, тржних центара. За време турске владавине у појединим југословенским крајевима вакуфи су се налазили под врховним надзором државе.
Треба напоменути да су вакуфи у свим исламским земљама одиграли важну улогу у урбаном развоју пошто су путем вакуфа изграђени скоро сви објекти од јавног значаја у појединим насељима.
Тесна веза религије, морала и права у шеријатскоме праву огледа се и у томе, што се не може увакуфити имовина стечена на непоштен начин. Рецимо, у вакуф се не би могле дати ствари стечене насиљем, преваром и коцком. Често се у повељама о оснивању вакуфа (вакуфнама) изричито каже да је добротвор то добро "стекао на дозвољен начин и да га издваја од свог чистог иметка" (М. Беговић).
У Србији у току XIX века, донето је више прописа о вакуфима: о заоставшим вакуфским добрима после исељења Турака (решење Намесништва од 27. јула 1839, уредба од 5. децембра 1839, решење од 3. фебруара 1847, решење Совјета од 5. јуна 1852, Закона о вакуфима од 3. јуна 1863). Након ослободилачких ратова 1876—78 Србија признаје Исламску верску заједницу и даје јој право да управља својом верским и имовинским пословима под врховним надзором државе (чл. 77 Привредног закона о уређењу ослобођених предела од 3. јануара 1878. и чл. 39 Берлинског уговора). То право управљања потврђено јој је и после балканских ратова уредбом од 7. јуна 1914. и Цариградским уговором о миру 1914, када је Србија присајединила јужне крајеве, Македонију, Косово и Метохију.